# (185039) Alessiapossenti
(185039) Alessiapossenti est un astéroïde de la ceinture principale.

## Description
(185039) Alessiapossenti est un astéroïde de la ceinture principale. Il fut découvert le 30 août 2006 à Vallemare Borbona par Vincenzo Silvano Casulli. Il présente une orbite caractérisée par un demi-grand axe de 2,65 UA, une excentricité de 0,09 et une inclinaison de 1,3° par rapport à l'écliptique.